# Psectrocladius najas
Psectrocladius najas är en tvåvingeart som beskrevs av Jean-Jacques Kieffer 1911. Psectrocladius najas ingår i släktet Psectrocladius och familjen fjädermyggor.
Artens utbredningsområde är Frankrike. Inga underarter finns listade i Catalogue of Life.